# الساحل الغربي للولايات المتحدة
إقليم المحيط الهادي يتكون من خمس ولايات وهي: ولاية واشنطن وولاية أوريغون، وولاية كاليفورنيا، وولاية ألاسكا، وهاواي. تبلغ مساحة هذا النطاق من الولايات المتحدة (2,374,231) وهذا النطاق أكبر الولايات المتحدة مساحة ورابعاً سكانًا وبلغ عدد سكانه في سنة (1408 هـ -1999 م) 36,850,000 نسمة.

## الموقع
يتكون من ثلاث ولايات هي: واشنطن، وأوريجون، وكاليفورنيا، هذه الولايات قسم في صلب الكتلة الأم، وتشكل الجبهة التي تطل على المحيط الهادي وتحدها كندا من الشمال، والمكسيك من الجنوب، وإقليم الولايات الجبلية من الشرق والمحيط الهادي من الغرب، وتبلغ مساحة هذه الولايات (838,813)كيلومتراً مربعاً، وعدد سكانها في سنة (1400 هـ - 1980 م) 30,431,388 نسمة. وتقع هذه المنطقة في أقصي غرب الولايات المتحدة، وهذا الأقليم يتميز بتزايد عدد السكان والتعمير على نطاق واسع.

## الأرض
تبدأ من الغرب بسلاسل جبلية ساحلية تشرف أحياناً على مياه المحيط الهادي، وتترك أحياناً أخرى سهلا شريطياً ضيقاً بينها، وهذه السلاسل الجبلية الساحلية ليست شاهقة الأرتفاع فمتوسط الارتفاع (1500 -2500) قدم. ونادراً ما تزيد عن ذلك، ففى جبال أوليموس (8000) قدم، في ولاية واشنطن، وتحصر هذه الجبال بينها ودياناً طويلة، يلي هذه السلاسل ناحية الشرق وادي (الباسفيك)، ويمتد من الشمال إلى الجنوب بطول القارة من كندا شمالا إلى خليج كاليفورنيا جنوباً، وينقسم هذا السهل إلى القطاع الشمالي الغربي، ويشمل أجزاء من ولايتي واشنطن وأوريجون، ويشمل هذا الحوض لوس أنجلوس، وتطل على هذا السهل سلاسل جبلية نحو الشرق ويطلق عليها السلاسل الوسطي، وهي مجموعة متصلة من الجبال أكثر ارتفاعاً من السلاسل الساحلية، ومنها جبال كاسكيد قي ولايتي واشنطن وأوريجون، وجبال سيرانيفادا وسان بيرناردينو في ولاية كاليفورنيا ويزداد الارتفاع في سيرانيفادا على 4000 متر.

## المناخ
يتنوع المناخ في هذا الإقليم نتيجة لامتداده الطولي، فيتسم المناخ العام بالتنوع، حيث يجمع بين المناخ المداري الحار في الجنوب، ويوصف هذا بالجفاف، يلية إلى الشمال مناخ شبيه بمناخ البحر المتوسط، صيفه طويل جاف وشتاؤه دافئ، والتساقط المطري في الشتاء، ويخفف من حرارة الصيف مرور تيار كاليفورنيا البارد بسواحله، أو هبوب رياح باردة من الشمال، وهذه المنطقة تعتبر إقليم الفواكه في الغرب، وإلى الشمال يسود مناخ مشابة لمناخ غرب أوروبا، ويتسم بالشتاء المعتدل والصيف الدافئ والتساقط المطري في معظم شهور السنة.

## النشاط البشري
يتنوع النشاط البشري في هذا الإقليم فيشتمل على الزراعة، وتتعدد الغلات الزراعية فمنها الفاكهة (الحمضيات) الكروم، التفاح، ومنها الخضر، والأرز، والقطن، والقمح، وأهم ما يستخرج: البترول، والغاز، والذهب، والحديد، والنحاس، والأسمنت، والمعادن المشعة. وللصناعة دور هام في النشاط البشري بهذا الإقليم، ولقد نهضت الصناعة به، وظهرت المستوطنات الصناعية في العديد من مناطقه. أهم الصناعات الآلات، والصناعات (الالكترونية) ووسائل النقل والمعادن والمواد الغذائية.